# Liste der Hochbunker in München
Diese Liste enthält Hochbunker in München. Die meisten von ihnen sind heute ungenutzt oder anderen Verwendungszwecken (Wohnen, Kunst) zugeführt worden, nur zwei (in der Schleißheimer- und in der Blumenstraße) sind noch als Schutzbauten gewidmet.
Hochbunker oder auch Luftschutztürme wurden bereits in den frühen 1930er Jahren konzipiert, patentiert und von der Reichsanstalt der Luftwaffe für Luftschutz zugelassen. Hochbunker sind bei gleichem Schutzgrad kostengünstiger, schneller und mit weniger Material zu errichten als Tiefbunker. Am 10. Oktober 1940 erging ein Führer-Sofortprogramm zur Errichtung von Luftschutzbunkern im Deutschen Reich.
Etwa 40 Hochbunker, die LS-Sonderbauwerke Nr. 1 bis Nr. 40 und acht Tiefbunker wurden vom Stadtbauamt München unter der Leitung von Karl Meitinger bis Kriegsende errichtet.
Nach dem Krieg sollten auf amerikanische Anordnung alle Bunker gesprengt werden. Es herrschte jedoch ein Mangel an Unterkünften, so dass die Bauwerke weitgehend erhalten blieben.

## Legende
- Name/Koordinaten: Name des Bunkers sowie dessen Lagekoordinaten. Bei einem Klick auf die Koordinaten lässt sich die Lage des Bunkers auf verschiedenen Karten anzeigen.
- Jahr: Jahr der Fertigstellung.
- Zahl der Plätze: Zahl der Menschen, die im Bunker Schutz finden konnten.
- D: Gibt an, ob das Bauwerk unter Denkmalschutz steht, und verlinkt auf den entsprechenden Eintrag des BayernViewers.
- Besonderheiten: Beschreibung des Baus, der heutigen Nutzung oder anderer Besonderheiten.
- Stadtteil/Stadtbezirk: Stadtteil und Nummer des Stadtbezirks, in dem der Bunker steht, siehe dazu auch Liste der Stadtteile Münchens und Liste der Stadtbezirke Münchens.

## Liste
| Name Koordinaten                                                                   | Jahr    | Zahl der Plätze | D | Besonderheiten | Stadtteil (Bezirk) | Bild           |
| ---------------------------------------------------------------------------------- | ------- | --------------- | - | --- | ------------------ | -------------- |
| Hochbunker Blumenstraße 48° 8′ 1,6″ N, 11° 34′ 24,7″ O                             | 1941    | 750             | D | LS-Sonderbauwerk Nr. 8. Nach Plänen von Karl Meitinger von Schmucker errichtet. Freistehender sechsgeschossiger quadratischer Bau mit einer Wandstärke von 1,3 m und einer Deckenstärke von 2 m neben der Schrannenhalle; Ist noch als Zivilschutzbau in Betrieb. | Altstadt (1)       |                |
| Hochbunker Anhalter Platz 48° 11′ 13,8″ N, 11° 33′ 41,1″ O                         | 1941    | 450             | D | LS-Sonderbauwerk Nr. 3. Nach den Plänen von Karl Meitinger von Kunz & Co errichtet. Fünfgeschossiger achteckiger Turm mit Flakaufbau. Luftschutzturm des Deportationsbahnhofes Milbertshofen | Milbertshofen (11) | weitere Bilder |
| Hochbunker (Pasing) 48° 8′ 49,5″ N, 11° 27′ 39,2″ O                                | 1942    |                 | D | LS-Sonderbauwerk Nr. 29. Sechsgeschossiger, quadratischer, angebauter Turm mit Uhr an der Südfassade; nach den Plänen von Karl Meitinger von Moll errichtet. In Privatbesitz. | Pasing (21)        | weitere Bilder |
| Hochbunker Boschetsrieder Straße 48° 6′ 0″ N, 11° 31′ 48,3″ O                      | 1941    | 437             | D | LS-Sonderbauwerk Nr. 36. Siebengeschossiger, quadratischer Turm mit Zeltdach und Freitreppe. Ebenerdig sowie über die Treppe zum 1. Stock zugänglich. Nach den Plänen von Karl Meitinger von Eisenhut errichtet. Vom Bund 2010 an einen Privatinvestor verkauft. | Obersendling (19)  |                |
| Hochbunker Claude-Lorrain-Straße 48° 7′ 9,2″ N, 11° 34′ 9,5″ O                     | 1941    |                 |   | LS-Sonderbauwerk Nr. 15. Nach Plänen von Karl Meitinger von Held & Francke errichtet. Wurde 2004 in ein Wohngebäude umgebaut. | Untergiesing (18)  |                |
| Hochbunker Franz-Nißl-Straße 48° 11′ 35,5″ N, 11° 27′ 43,3″ O                      |         |                 |   | LS-Sonderbauwerk Nr. 19. Nach Plänen von Karl Meitinger von Stock & Söhne errichtet. Einer der drei Luftschutztürme der Rüstungsindustrie Standort Allach. Stand 2019 in schlechtem baulichen Zustand bei schwierigen Eigentumsverhältnissen: Das Grundstück gehört der katholischen Kirchengemeinde St. Benno, der Bunker der Stadt München. | Allach (23)        |                |
| Hochbunker Lautenschlägerstraße 48° 11′ 21,1″ N, 11° 28′ 0,9″ O                    | 1942    |                 |   | LS-Sonderbauwerk Nr. 20. Nach Plänen von Karl Meitinger von Wahler errichtet. Einer der drei Luftschutztürme der Rüstungsindustrie Standort Allach. Schutz der 1938 gegründeten Krauss-Maffei Arbeiterwerkssiedlung an der Lautenschlägerstraße; wurde bis 2014 zu einem Hotel umgebaut. | Allach (23)        |                |
| Hochbunker Ecke Allacher Straße / Krautheimstraße 48° 10′ 56,1″ N, 11° 28′ 21,5″ O |         |                 |   | LS-Sonderbauwerk Nr. 21. Nach Plänen von Karl Meitinger von Reischl errichtet. Ähnlich dem Bauwerk Lautenschlägerstraße. Einer der drei Luftschutztürme der Rüstungsindustrie Standort Allach-Untermenzing. Mitte der 1980er Jahre abgetragen. | Untermenzing (23)  |                |
| Hochbunker Thalkirchner Straße 48° 6′ 52,8″ N, 11° 33′ 0,7″ O                      | 1942    |                 |   | LS-Sonderbauwerk Nr. 16. Nach Plänen von Karl Meitinger von Riepl errichtet. Steht seit 2013 leer und soll wieder vermietet oder einer kulturellen Nutzung zugeführt werden. | Sendling (6)       |                |
| Hochbunker Hotterstraße 48° 8′ 11,9″ N, 11° 34′ 12,8″ O                            | 1941    | 750             | D | LS-Sonderbauwerk Nr. 32. Nach Plänen von Karl Meitinger von Liebergesell errichtet. Viergeschossiger, rechteckiger Bau mit einer Wandstärke von 2,2 Meter. In der Nacht vom 2. auf den 3. Oktober 1943 starben mehrere Menschen in dem Bunker bei einem Luftangriff. Bombenexplosionen neben dem Bauwerk sprengten die Gasblenden, die Druckwellen durchbrachen die gasdichten Türen der Schleusen. Wurde nach Kriegsende als Unterkunft für Flüchtlinge genutzt. Ist heute Teil des Museum of Urban and Contemporary Art. | Altstadt (1)       |                |
| Hochbunker Lerchenauer Straße 48° 10′ 28,2″ N, 11° 33′ 34,9″ O                     | 1941    |                 | D | LS-Sonderbauwerk Nr. 2. Freistehender fünfgeschossiger Rundturm mit einer Flachdach. Nach Plänen von Karl Meitinger von Leonhard Moll errichtet. Standort der ehem. Flugplatz Oberwiesenfeld. | Milbertshofen (11) |                |
| Hochbunker Lohnrößlerweg 48° 7′ 40,1″ N, 11° 40′ 6,2″ O                            | 1941    |                 | D | LS-Sonderbauwerk Nr. 6. Viergeschossiger Turm über achteckigem Grundriss mit Zeltdach in der Tradition des spätmittelalterlich-frühneuzeitlichen Wehrbaus. Nach Plänen von Karl Meitinger von Jung errichtet. Ebenerdig sowie über die Freitreppe zum 1. Stock zugänglich; Umgebaut. (Fassadenpreis der Landeshauptstadt München 2009) | Trudering (15)     | weitere Bilder |
| Hochbunker Prinzregentenstraße (Kunstbunker Tumulka) 48° 8′ 20″ N, 11° 36′ 34,2″ O | 1942/43 | 250             | D | Eckbunker für Siedlung (Mustersiedlung; sog. „Neue Südstadt“); Sechsgeschossiger Turm über quadratischem Grundriss. Baugleich mit Brucknerstraße; 1993 in den Kunstbunker Tumulka umgewandelt. Architekten: Fritz Norkauer, Herbert Landauer und Walter Kratz. Im Besitz der Versicherungskammer Bayern. | Bogenhausen (13)   | weitere Bilder |
| Hochbunker Ecke Prinzregenten- und Brucknerstraße 48° 8′ 18,9″ N, 11° 36′ 41,7″ O  | 1942/43 | 250             | D | Eckbunker für Siedlung (Mustersiedlung; sog. „Neue Südstadt“); Sechsgeschossiger Turm über quadratischem Grundriss. Architekten: Fritz Norkauer, Herbert Landauer und Walter Kratz. Im Besitz der Versicherungskammer Bayern. | Bogenhausen (13)   |                |
| Hochbunker Ecke Bruckner- und Zaubzerstraße 48° 8′ 21,5″ N, 11° 36′ 42,5″ O        | 1942/43 | 250             | D | Eckbunker für Siedlung (Mustersiedlung; sog. „Neue Südstadt“); sechsgeschossiger Tum über quadratischem Grundriss. Im Krieg schwer beschädigt. Durch Verkleidung an den anschließenden modernen Wohnungsbau angepasst. Architekten: Fritz Norkauer, Herbert Landauer und Walter Kratz. Im Besitz der Versicherungskammer Bayern. | Bogenhausen (13)   |                |
| Hochbunker Quellenstraße 48° 7′ 35,5″ N, 11° 35′ 9,6″ O                            | 1942    | 530             |   | LS-Sonderbauwerk Nr. 11. Nach Plänen von Karl Meitinger von Muy & Pitroff errichtet. Beherbergt heute eine Musik- und Theaterschule. | Au (5)             |                |
| Hochbunker Riesenfeldstraße 48° 10′ 34,7″ N, 11° 33′ 56,3″ O                       | 1941    | 448             | D | LS-Sonderbauwerk Nr. 1. Fünfgeschossiger Rundturm mit Flakterrasse; Ummantelung in Sichtziegelmauerwerk. Ebenerdig sowie über die Freitreppe zum 1. Stock zugänglich. Nach Plänen von Karl Meitinger von Gebr. Rank errichtet. Standort am ehem. Flugplatz Oberwiesenfeld. Der Hochbunker wird vom Baureferat zur Wartung des seit 2001 nebenstehenden 35 m hohen Abluftkamins des Petueltunnels genutzt. | Milbertshofen (11) |                |
| Hochbunker Schleißheimer Straße 48° 10′ 53″ N, 11° 33′ 59,7″ O                     | 1942    | 514             |   | LS-Sonderbauwerk Nr. 33. Nach Plänen von Karl Meitinger von Kunz & Co errichtet. Unterliegt nach wie vor der Zivilschutzbindung und steht der Bevölkerung im Katastrophen- und Verteidigungsfall als Schutzraum zur Verfügung. | Milbertshofen (11) | weitere Bilder |
| Hochbunker Sonnwendjochstraße 48° 7′ 15,3″ N, 11° 38′ 43,4″ O                      | 1941    |                 | D | LS-Sonderbauwerk Nr. 7. Nach Plänen von Karl Meitinger von Berlinger errichtet. Viergeschossiger achteckiger Turm mit Zeltdach im Stil eines spätmittelalterlich-frühneuzeitlichen Wehrbaus. Ebenerdig sowie über die Naturstein-Freitreppe zum ersten Stock zugänglich. | Berg am Laim (14)  | weitere Bilder |
| Hochbunker Steinerstraße 48° 6′ 12,9″ N, 11° 32′ 23,2″ O                           | 1943    | 909             |   | LS-Sonderbauwerk Nr. 17. Nach Plänen von Karl Meitinger vom Unternehmen Karl Stöhr errichtet, im Stil der Neo-Renaissance mit 1,5 m Wandstärke. In den 1980er Jahren wurden die Fenster zugemauert und der Bunker wegen des Kalten Krieges reaktiviert. 2010 zugunsten eines Klinikneubaus abgebrochen. | Thalkirchen (19)   | weitere Bilder |
| Hochbunker Ungererstraße 48° 10′ 46,1″ N, 11° 36′ 16,2″ O                          | 1943    | 702             | D | LS-Sonderbauwerk Nr. 5. Nach Plänen von Karl Meitinger von Brannekämper errichtet. Bestand: Siebengeschossiger Massivbetonbau über rechteckigem Grundriss mit Flachdach. Der Hochbunker wurde vom Bund 2010 an einen Privatinvestor verkauft. Nach Umbau- und Sanierungsarbeiten ist ein achtgeschossiges Wohn- und Geschäftshaus mit ca. 1.000 m² Wohn- und Nutzfläche entstanden. Bei den Rückbaumaßnahmen wurden circa 2.000 Tonnen Material entfernt. Teile davon liegen heute als Quader vor dem Bunker.              | Schwabing (12)     | weitere Bilder |
| Hochbunker Müllerstraße                                                            | 1941    | 500             |   | LS-Sonderbauwerk Nr. 40. Sehr ähnlich mit Hotterstr. Nach Plänen von Karl Meitinger von Lenz errichtet. Quadratischen Grundriss, verfügte über ein Kellergeschoss und vier oberirdische Stockwerke. Die Zugänge befanden sich ebenerdig auf gegenüberliegenden Seiten. Der Hochbunker wurde im Zuge des Neubaus von Wohnungen 2010 abgerissen. | Altstadt (1)       |                |
| Hochbunker Ohlmüllerstraße                                                         | 1941    | 530             |   | Fand sich auf dem Gelände des Landratsamts, Baugleich mit Quellenstraße. 1987 abgerissen. Nach Plänen von Karl Meitinger. | Au (5)             |                |
| Hochbunker Papinstraße 48° 8′ 5,8″ N, 11° 25′ 6,1″ O                               |         |                 |   | Rechteckiger Hochbunker des ehemaligen Ausbesserungswerks der Reichsbahn (RAW). 2013 abgerissen. | Neuaubing (22)     |                |
| Hochbunker Rosenheimer Straße 48° 7′ 20,8″ N, 11° 36′ 23,1″ O                      |         |                 |   | Werkshochbunker, Eckturm der „Fabrik München“, die 1929 gegründete Dynamit AG. Rüstungsbetrieb für Infanteriegeschosse und Zünder. 9000 Arbeiter. Ab 1950 Zündapp-Werk. Ensemble von 4 Türmen mit 6 oberirdischen Stockwerken. Berliner Baugesellschaft Friedrich Michaelis. | Berg am Laim (14)  |                |
| Hochbunker Rosenheimer Straße 48° 7′ 23,7″ N, 11° 36′ 19,8″ O                      |         |                 |   | Werkshochbunker, Mittelturm der „Fabrik München“, die 1929 gegründete Dynamit AG. Rüstungsbetrieb für Infanteriegeschosse und Zünder. 9000 Arbeiter. Ab 1950 Zündapp-Werk. Ensemble von 4 Türmen mit 6 oberirdischen Stockwerken. Heute durch einen Neubau verdeckt. Berliner Baugesellschaft Friedrich Michaelis. | Berg am Laim (14)  |                |
| Hochbunker Rosenheimer Straße 48° 7′ 19,2″ N, 11° 36′ 25,2″ O                      |         |                 |   | Werkshochbunker, Mittelturm der „Fabrik München“, die 1929 gegründete Dynamit AG. Rüstungsbetrieb für Infanteriegeschosse und Zünder. 9000 Arbeiter. Ab 1950 Zündapp-Werk. Ensemble von 4 Türmen mit 6 oberirdischen Stockwerken. Berliner Baugesellschaft Friedrich Michaelis. Heute Sternwarte München. | Berg am Laim (14)  |                |
| Hochbunker Anzinger Straße 48° 7′ 20,3″ N, 11° 36′ 29,9″ O                         |         |                 |   | Werkshochbunker, Eckturm der „Fabrik München“, die 1929 gegründete Dynamit AG. Rüstungsbetrieb für Infanteriegeschosse und Zünder. 9000 Arbeiter. Ab 1950 Zündapp-Werk. Ensemble von 4 Türmen mit 6 oberirdischen Stockwerken. Berliner Baugesellschaft Friedrich Michaelis. | Berg am Laim (14)  |                |